# Tuusniemi
Tuusniemi est une municipalité du centre-est de la Finlande, dans la région de Savonie du Nord.

## Géographie
C'est une petite commune largement forestière, coincée entre les grands lacs Suvasvesi, Juojärvi et Rikkavesi. On y trouve 20 villages, généralement de petite taille. Les lacs couvrent en tout 22 % du territoire de la municipalité.
Les communes voisines sont Leppävirta au sud, Kuopio à l'ouest, Juankoski et Kaavi au nord, mais aussi Outokumpu à l'est (Carélie du Nord) et Heinävesi au sud-est (Savonie du Sud).

## Transports
L'axe routier principal est la route nationale 9 reliant Kuopio à Joensuu. La route traverse notamment le centre administratif.
À Tuuniemi, la route nationale 9 fait partie de la route bleue.
Tuusniemi est aussi traversé par le canal de Kaavinkoski.

## Démographie
Depuis 1980, la démographie de Tuusniemi a évolué comme suit, :
| Année      | 1980  | 1985  | 1990  | 1995  | 2000  | 2005  |
| ---------- | ----- | ----- | ----- | ----- | ----- | ----- |
| Population | 4 170 | 3 949 | 3 580 | 3 450 | 3 204 | 2 998 |

| Année      | 2010  | 2015  | 2020  |
| ---------- | ----- | ----- | ----- |
| Population | 2 864 | 2 719 | 2 469 |

## Politique et administration

### Conseil municipal
Les sièges des 17 conseillers municipaux sont répartis comme suit:
| Parti     | Parti                              | Sièges 2021–2025 |
| --------- | ---------------------------------- | ---------------- |
|           | Parti social-démocrate de Finlande | 2                |
|           | Vrais Finlandais                   | 3                |
|           | Parti de la Coalition nationale    | 1                |
|           | Parti du centre                    | 8                |
|           | Ligue verte                        | 0                |
|           | Alliance de gauche                 | 3                |
|           | Chrétiens-démocrates               | 0                |
| Sources : |                                    |                  |

### Subdivisions
Les villages de Tuusniemi sont : Enonsalo, Hauranki, Hiidenlahti, Juojärvi, Juurikkamäki, Jänissalo, Kartansalo, Kiukoonniemi, Kojanlahti, Konttimäki, Kosula, Lapinjärvi, Laukka-aho, Laukansalo, Leppäranta, Litmaniemi, Lohilahti, Miettilä, Ohtaanniemi, Paakkila, Petäjämäki, Susiniemi, Syrjäsaari, Tuusjärvi, Tuusniemi, Ukonlahti, Viitamäki, Pajumäki, Soittu.

## Économie
En 2015, il y avait 614 emplois dans la commune. Parmi ceux-ci, 23% étaient dans la production primaire (agriculture, sylviculture et pêche), 60% dans les services et 14% dans la transformation.
La part des services dans l'emploi était inférieure à la moyenne nationale (75%) et la part de la production primaire plus élevée que dans l'ensemble du pays (3%).

## Histoire
Des signes de peuplement de l'âge de pierre ont été trouvés dans la région de Tuusniemi.
La frontière entre la Finlande suédoise et la Russie passait près de Tuusniemi, mais entre le traité de Nöteborg et le traité de Teusina, la frontière était definie vaguement et il y avait des troubles dans la région.
La borne frontière du traité de Teusina se trouve à Ohtaansalmi, à la frontière de la Savonie du Nord et de la Carélie du Nord, sur la rive sud de Virranniemi.
La mine d'amiante de Paakkila a fonctionné à Tuusniemi de 1904 à 1975.

## Galerie

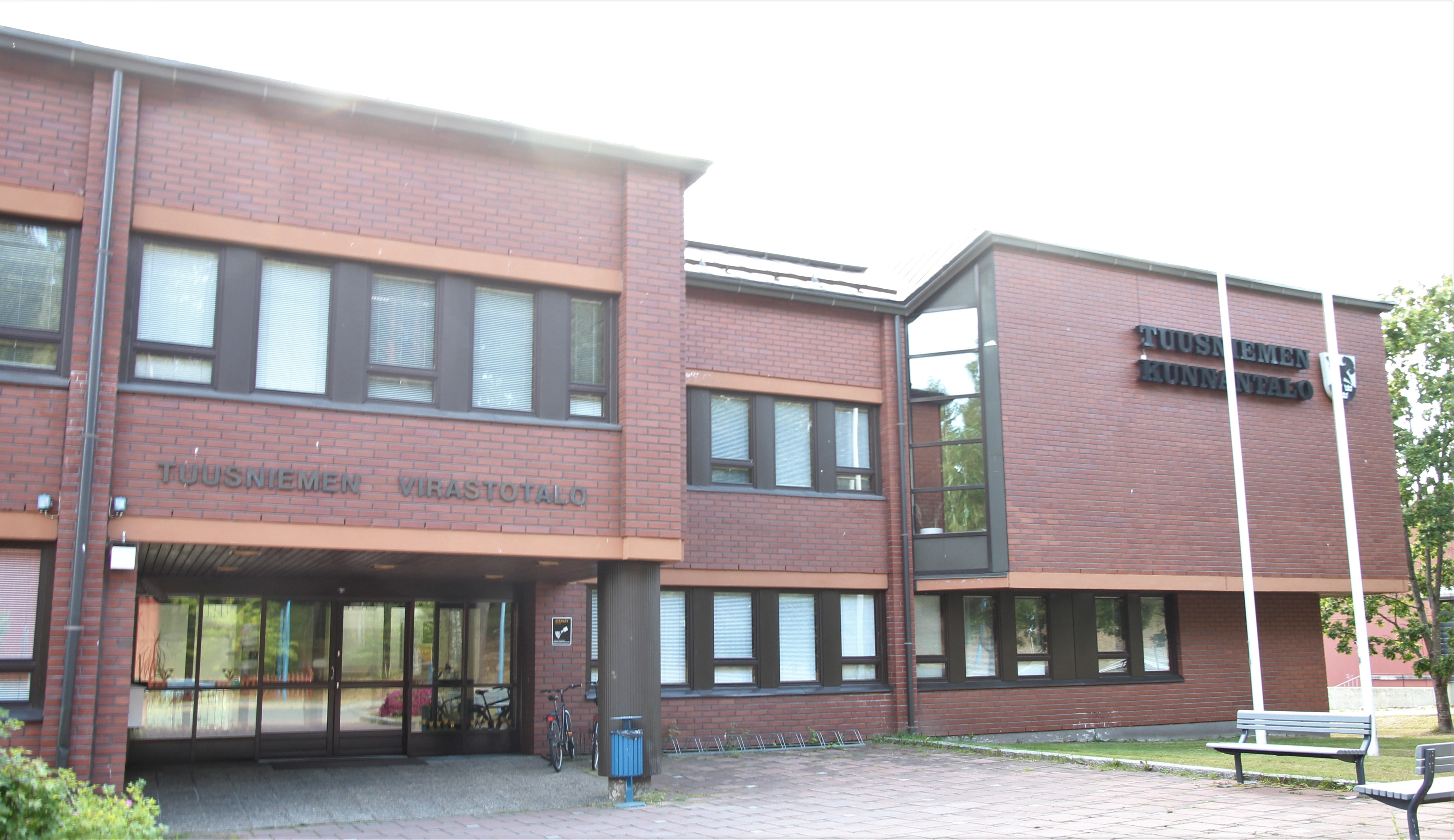
Mairie de Tuusniemi.
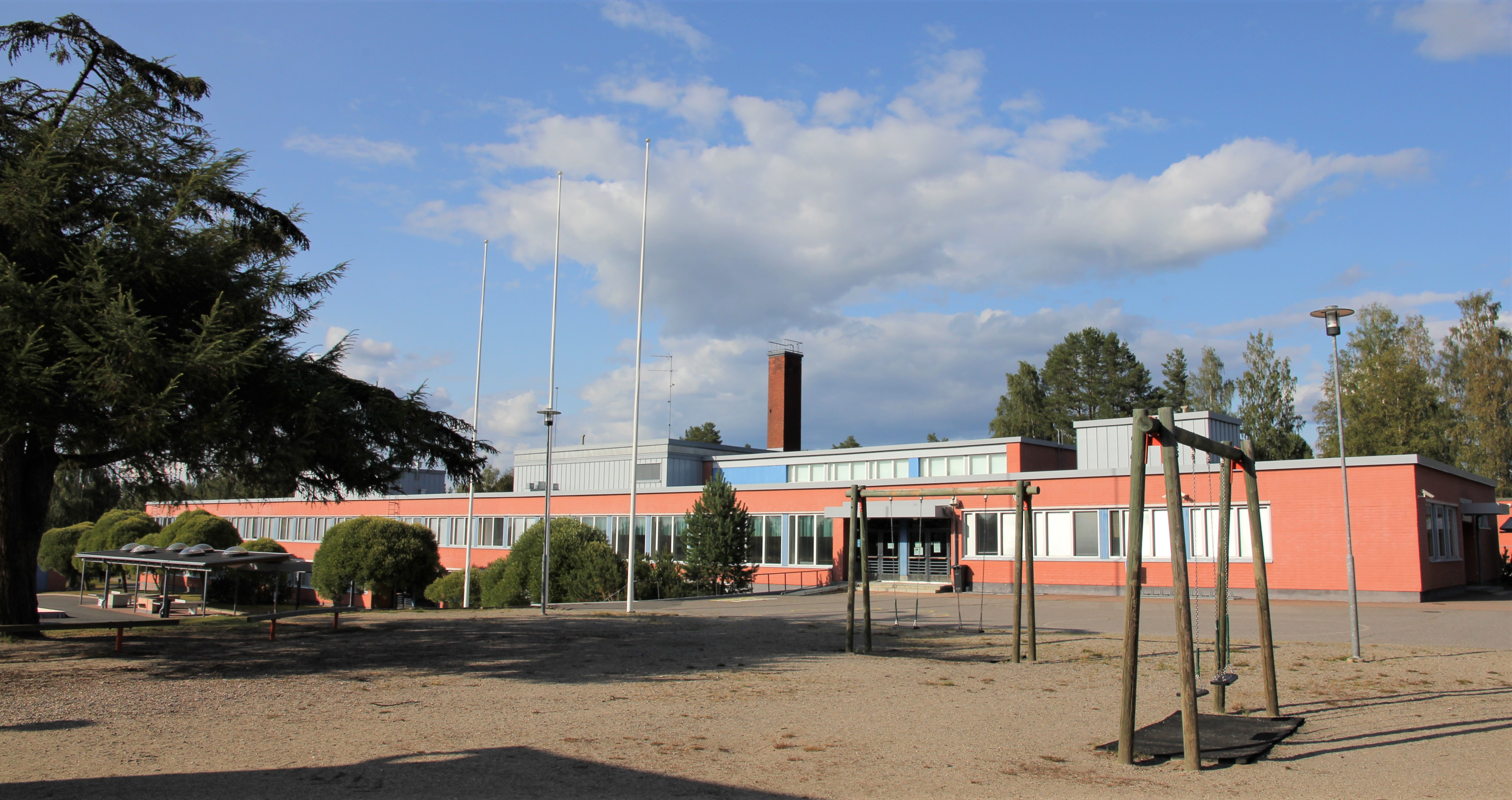
École et lycee de Tuusniemi.
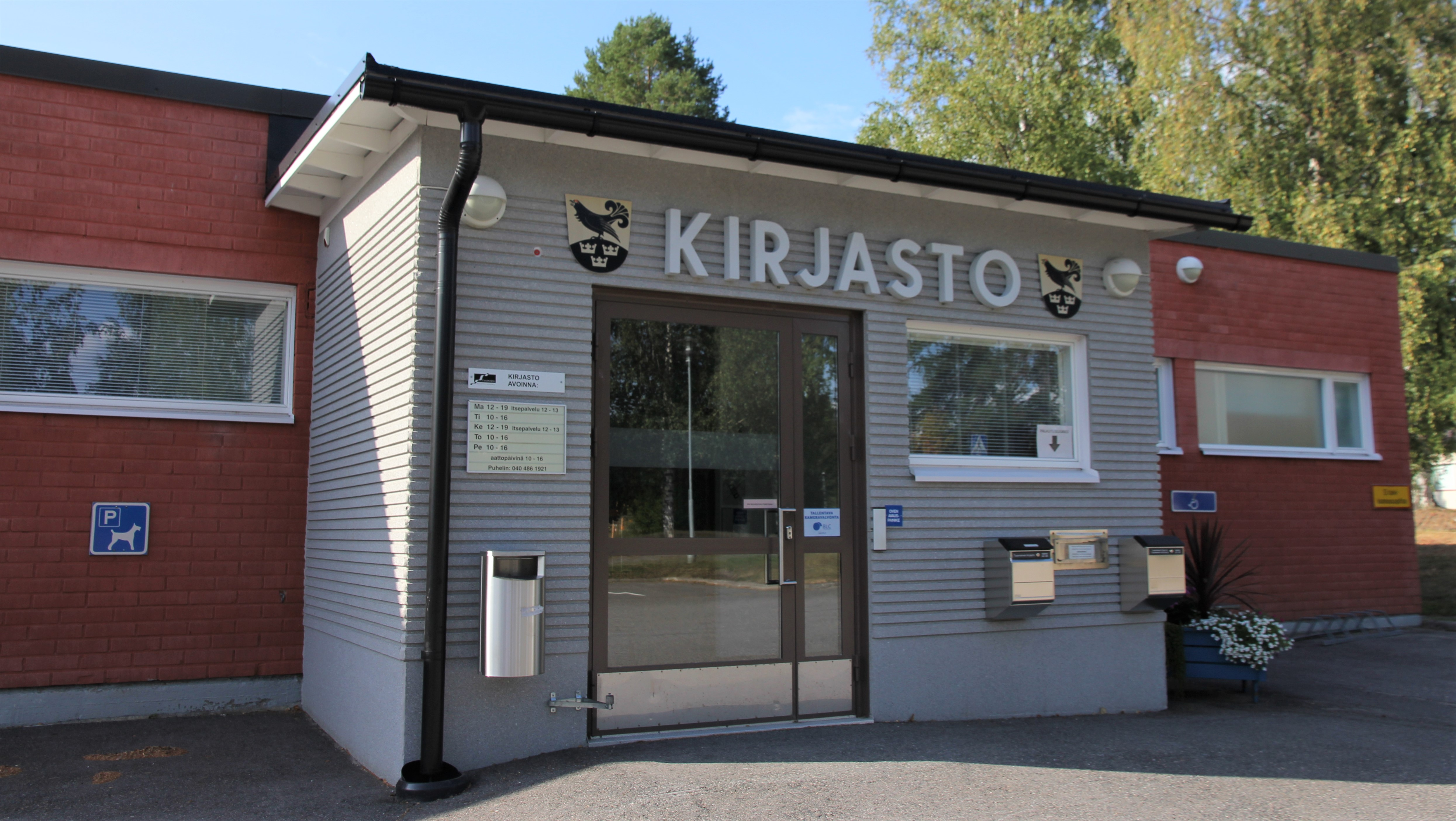
Bibliotheque de Tuusniemi.
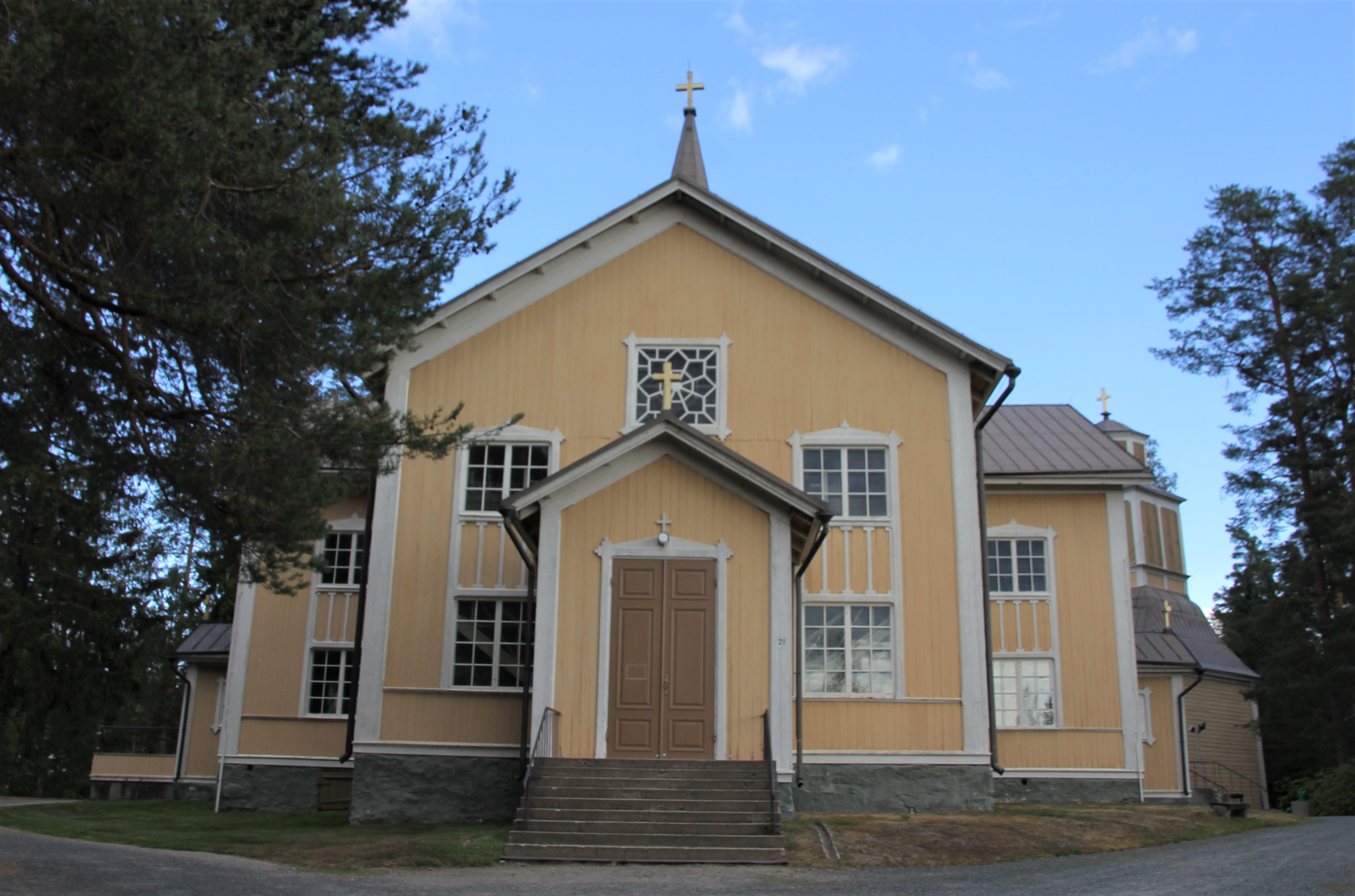
Église de Tuusniemi
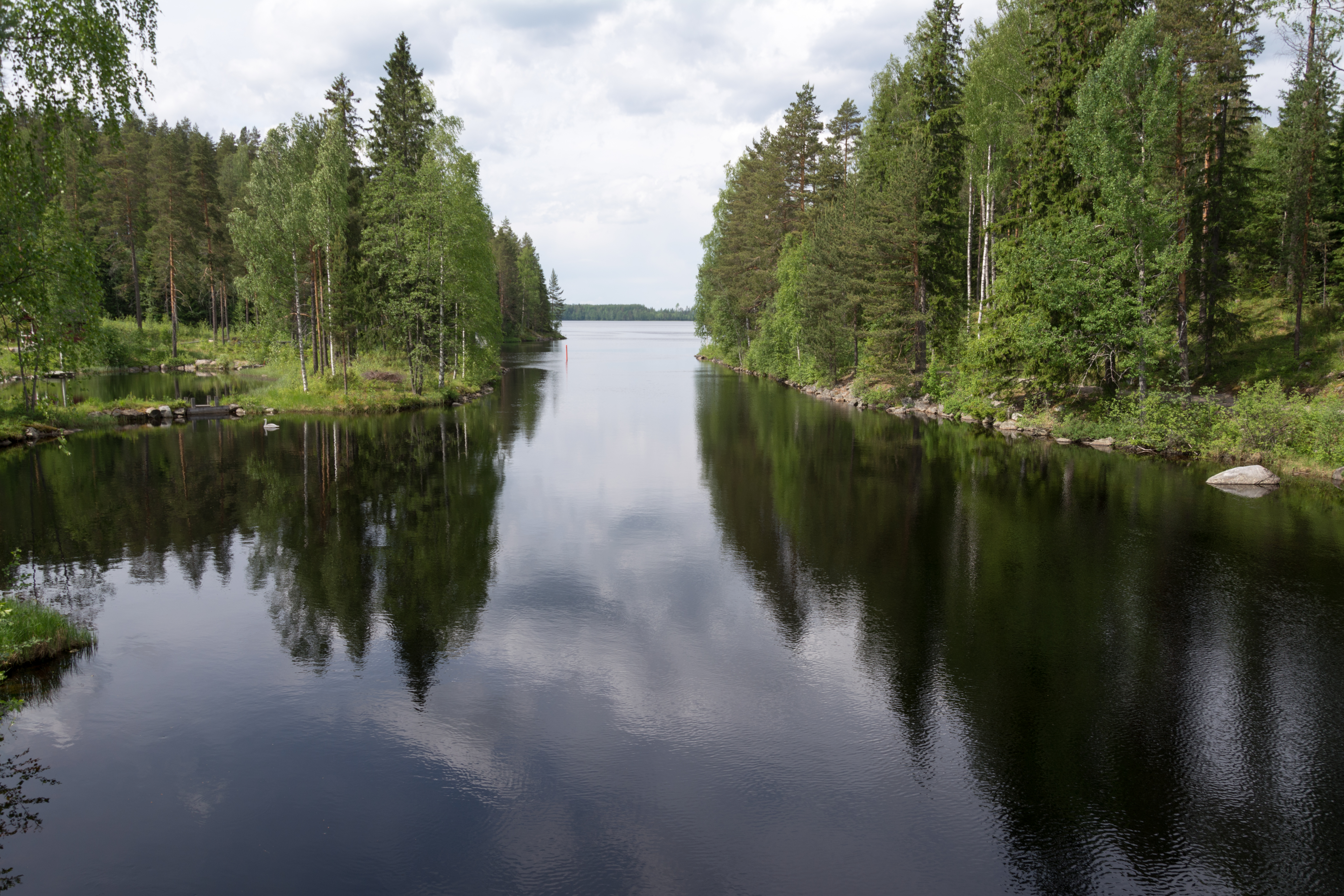
Canal de Kaavinkoski.
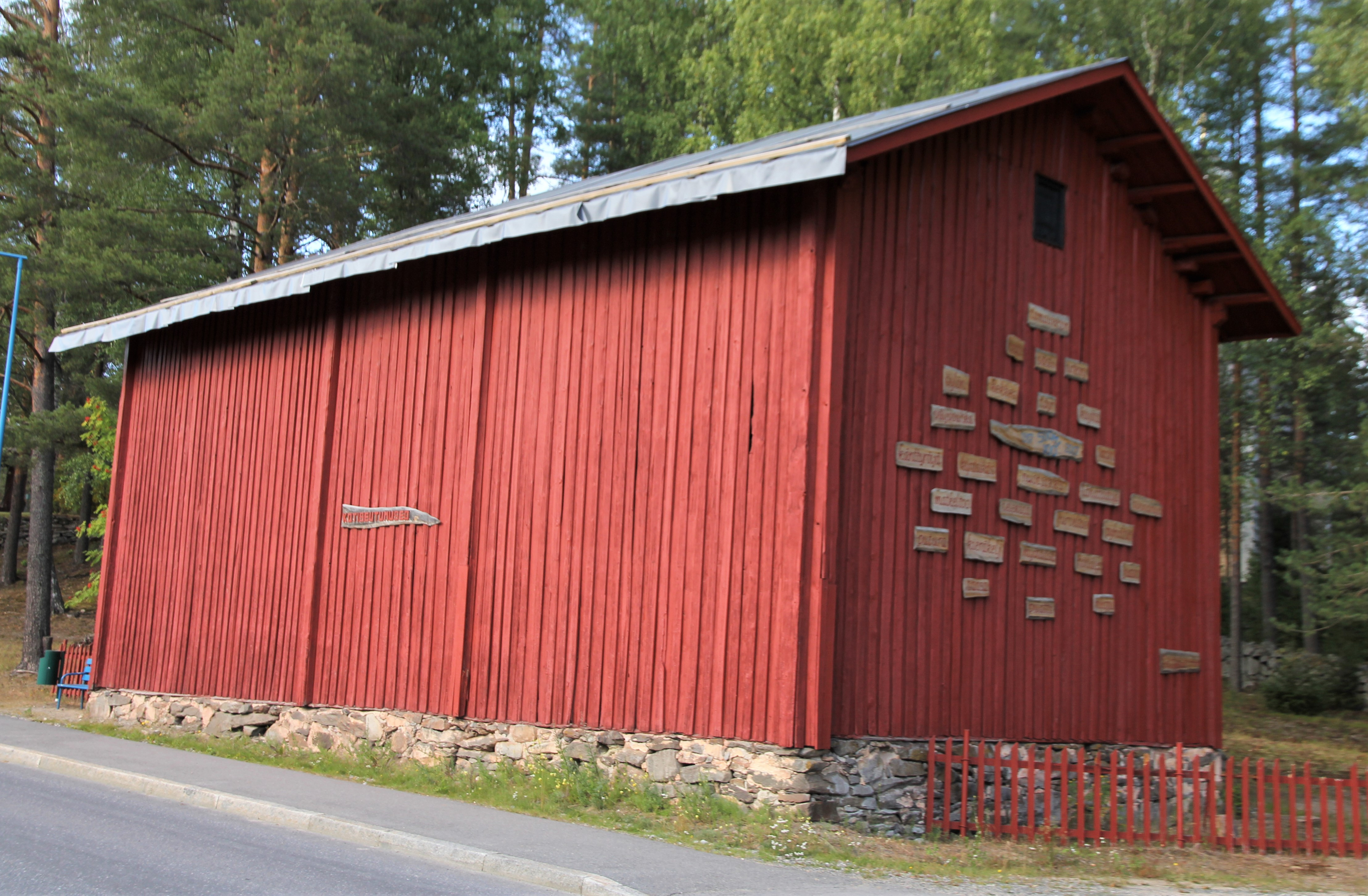
Musée de Tuusniemi.